# Xian H-6
Xian H-6 (轰-6; Hōng-6) este o copie chineză produsă sub licență a bombardierului sovietic Tupolev Tu-16.